# Bikenibeu Paeniu
Bikenibeu Paeniu, (Bikenibeu, atol de Tarawa, 10 de maio de 1956), é um politico de Tuvalu que, ocupou o posto de primeiro-ministro por duas vezes.
Paeniu é uma figura política proeminente de Tuvalu, conhecido por seu compromisso com o desenvolvimento sustentável e a luta contra as mudanças climáticas. Nascido em 10 de maio de 1956 no atol de Tarawa, nas Ilhas Gilbert (atualmente Kiribati), Paeniu se destacou como o mais jovem primeiro-ministro da história de Tuvalu, assumindo o cargo aos 33 anos em 1989. 
Paeniu iniciou sua trajetória política em 1989, quando foi eleito para o Parlamento de Tuvalu. No mesmo ano, desafiou o então primeiro-ministro Tomasi Puapua e venceu as eleições, tornando-se o chefe de governo mais jovem do país. Durante seu primeiro mandato (1989–1993), também exerceu a função de ministro das Relações Exteriores. Após um período fora do cargo, retornou à liderança como primeiro-ministro em 1996, permanecendo até 1999.
Além de sua atuação como primeiro-ministro, Paeniu ocupou o cargo de Ministro das Finanças e Planejamento Econômico de 2002 a 2006, nos governos de Koloa Talake, Saufatu Sopoanga e Maatia Toafa. Em 2006, perdeu seu assento no Parlamento para Namoliki Sualiki, após uma eleição acirrada em sua circunscrição.
Em junho de 2022, Paeniu assumiu o cargo de embaixador de Tuvalu na República da China (Taiwan), onde continua a representar seu país e a promover questões relacionadas ao desenvolvimento sustentável e às mudanças climáticas.
Atualmente, Paeniu reside em Taipei e continua a ser uma voz ativa em questões ambientais e de desenvolvimento global.
1. 1 2  «Catching the last wave with Hon. Seve Paeniu». UNDP (em inglês). Consultado em 19 de abril de 2025
2. ↑  «Catching the last wave with Hon. Bikenibeu Paeniu». UNDP (em inglês). Consultado em 19 de abril de 2025
3. 1 2  «The Ambassador of Tuvalu to Taiwan, Bikenibeu Paeniu, is here! - Rti». RTI Radio Taiwan International (em chinês). Consultado em 19 de abril de 2025